# Bengta
Bengta eller Benkta är en svensk kortform av det latinska kvinnonamnet Benedicta som betyder den välsignade. Namnet har funnits i Sverige sedan mitten av 1300-talet. Den maskulina formen är Bengt.
Den 31 december 2014 fanns det totalt 233 kvinnor folkbokförda i Sverige med namnet Bengta eller Benkta, varav 68 bar det som tilltalsnamn.
Namnsdag: saknas (1986-1992: 21 mars). I den finlandssvenska namnsdagslängden har Bengta namnsdag 21 mars sedan starten 1929, då en egen namnsdagskalender togs i bruk för finlandssvenskar, med en paus 1950–1972.

## Personer med namnet Bengta
- Bengta Gunnarsdotter, svensk abbedissa
- Bengta Sunesdotter, medlem av Bjälboätten